# Eye Dance
«Eye Dance» — восьмой и последний студийный альбом группы Boney M., выпущенный в октябре 1985 года.

## История
Диск был записан с несколькими сессионными исполнителями. Первоначальные участники группы Лиз Митчелл и Марсия Барретт появились только на нескольких треках. Основным исполнителем был Рэджи Цибо. Синглы «My Cherie Amour» и «Young Free and Single», продвигаемые Boney M. в качестве квинтета в составе с бывшим членом группы Бобби Фаррелом, а также альбом стали провальным как с точки зрения критики, так и коммерчески.
В январе 1986 года предполагалось выпустить сингл с кавер-версией песни «Dreadlock Holiday» группы «10cc», но выпуск был отменён. Вместо этого был выпущен сингл «Daddy Cool '86», но это событие никак не освещалось в СМИ. В начале 1986 года Фрэнк Фариан объявил о распаде группы. Летом 1986 года Фариан выпустил сингл «Bang Bang Lulu», а в 1987 году он записал «Dreadlock Holiday» и выпустил его в Германии как сингл под псевдонимом Top Deck.

## Список песен

### Сторона A
1. «Young, Free and Single[англ.]» (Мэри Сьюзан Эпплгейт, Фрэнк Фариан, Роберт Рэйен) — 4:10
2. «Todos Buenos[англ.]» (Мэри Сьюзан Эпплгейт, Фрэнк Фариан) — 4:34
3. «Give It Up» (Бернд Дитрих, Герд Грабовски,Энгельберт Симонс) — 3:58
4. «Sample City[англ.]» (Райнер Мария Эрхардт, Фрэнк Фариан) — 3:43
5. «My Cherie Amour» (Генри Косби, Сильвия Мой, Стиви Уандер) — 4:04

### Сторона B
1. «Eye Dance» (Мэри Сьюзан Эпплгейт, Фрэнк Фариан, Пит Лёв) — 4:04
2. «Got Cha Loco[англ.]» (Мэри Сьюзан Эпплгейт, Харальд Байерль, Фрэнк Фариан, Роберт Рэйен) — 3:34
3. «Dreadlock Holiday» (Грэм Гоулдман, Эрик Стюарт) — 4:52
4. «Chica da Silva» (Кэтрин Каридж, Фрэнк Фариан, Ханс-Йорг Майер «Рэйам») — 5:33
5. «Bang Bang Lulu[англ.]» (народная, Фрэнк Фариан, Петер Бишоф-Фалленштайн) — 3:01